# Toby Purser
Pour les articles homonymes, voir Purser.
 (juillet 2014).
Toby Purser est un chef d'orchestre anglais.
Il a étudié le piano à Vienne avant de retourner à Oxford où il a fondé l'Oxford Philomusica et dirigé l'Oxford Sinfonietta. Il a été chef assistant de L'Ensemble orchestral de Paris en 2007, et il est le chef d'orchestre principal du London International Orchestra.